# Adriano Angeloni
Adriano Angeloni (Frascati, 31 de gener del 1983) va ser un ciclista italià, professional del 2006 al 2011.

## Palmarès
- 2005
  -  Campió d'Itàlia sub-23 en ruta
  - 1r al Trofeu Rigoberto Lamonica
- 2007
  - 1r al Giro del Medio Brenta
- 2010
  - 1r a la Challenge del Príncep-Trofeu de la Casa Reial